# Драгойла Ярневич
Драгойла Ярневич (родена през 1812 г. в Карловац – починала през 1875 г. също в Карловац) е хърватски поет и учител. Тя е член на Илирийското движение, като е най-известна с творчеството си за проблемите на правата на жените. Тя също така е известна като турист-катерач и планинар, мащабирала канарата Окич.

## Произведения
- Domorodne poviesti (1843) – сборник с разкази
- Dva pira (1864)
- Život jedne žene. Odabrane strane Dnevnika (1958)
- Dnevnik (2000)